# Something (The-Beatles-Lied)
Something (englisch für Etwas) ist ein Lied der britischen Band The Beatles, das 1969 auf dem Album Abbey Road und auch als Single veröffentlicht wurde. Geschrieben und gesungen wurde der Titel von George Harrison.

## Produktion

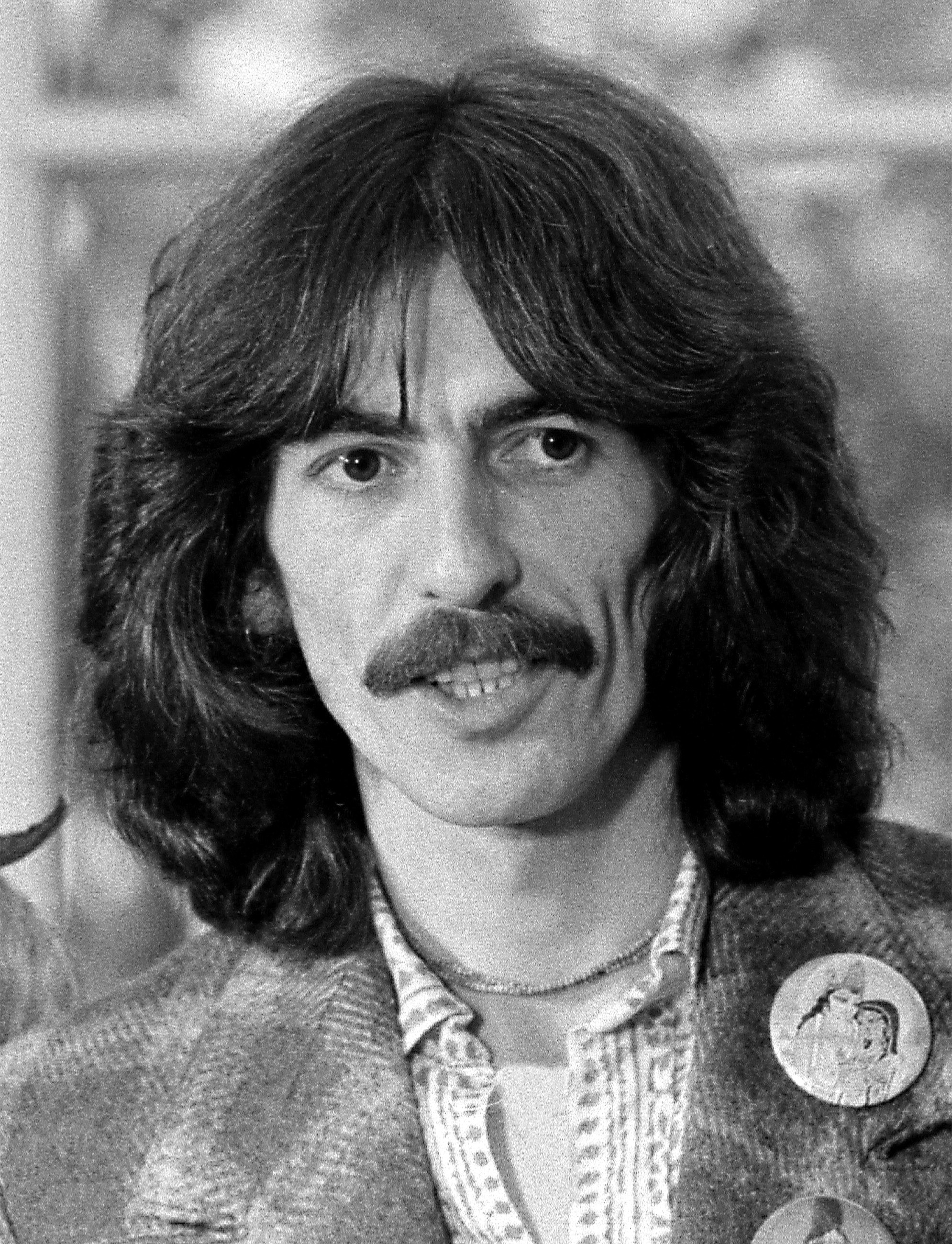
George Harrison, 1974

Der Titel wurde schon 1968 von George Harrison geschrieben, jedoch zu spät, um ihn für das Album The Beatles, das sogenannte Weiße Album, aufzunehmen. Das Stück entstand in einer Pause während der Aufnahmen zu diesem Album. Harrison erinnerte sich in seiner Autobiografie I, Me, Mine:

Something was written on the piano while we were making the White album. I had a break while Paul was doing some overdubbing so I went in an empty studio and began to write. That’s really all there is to it, except the middle took some time to sort it out!

„Something wurde geschrieben, während wir am Weißen Album arbeiteten. Ich hatte eine Pause, weil Paul mit einem Overdub beschäftigt war, also ging ich in ein freies Studio und begann zu komponieren. Das ist eigentlich schon alles, was es dazu zu sagen gibt; man könnte noch erwähnen, dass es einige Zeit dauerte, den Mittelteil hinzubekommen!“

Harrison entschloss sich dazu, das Lied Joe Cocker anzubieten, der es Anfang des Jahres 1969 in einer eigenen Version aufnahm. Cockers Version erschien allerdings erst im November 1969, nach der Veröffentlichung des Albums Abbey Road und der Beatles-Single.
Am 25. Februar 1969 – seinem 26. Geburtstag – begab sich Harrison in die Abbey Road Studios, um Demoversionen von drei seiner Kompositionen aufzunehmen: Old Brown Shoe, All Things Must Pass und Something. Die Aufnahme des Liedes enthält neben Harrisons Gesang nur die von ihm gespielte E-Gitarre. In dieser frühen Form hatte das Lied noch eine weitere, später verworfene Strophe:

„You know I love that woman of mine

and I need her all of the time …

and you know what I’m telling to you

that woman, that woman don’t make me blue.“

Erst am 16. April 1969 begannen die eigentlichen Aufnahmen zu diesem Stück, wobei man sich allerdings zunächst auf die Rhythmusspur beschränkte. Paul McCartney spielte eine Spur für den Bass ein, Ringo Starr eine Schlagzeugspur, Harrison eine Gitarrenspur und George Martin steuerte das Klavier bei. John Lennon war zwar anwesend, nahm allerdings kein Instrument auf. Am 2. Mai 1969 setzten die Beatles die Arbeit an Something fort. An den Aufnahmen war diesmal auch Billy Preston beteiligt, der Klavier spielte. In dieser Aufnahmesitzung entstand eine Version des Liedes, die 7:48 min lang war, was einem langen, instrumentalen Teil nach Ende des Liedes geschuldet war. Dieses Ende wurde am Schluss herausgeschnitten, um das Lied auf eine Länge von rund drei Minuten zu kürzen. Am 5. Mai entstanden in den Londoner Olympic Studios erste Gesangsaufnahmen für Something, die allerdings am 11. Juli durch eine neue Gesangsspur von Harrison ersetzt wurden. Die abschließenden Aufnahmen fanden am 15. August 1969 statt, dabei handelte es sich um die von George Martin komponierte orchestrale Streicherbegleitung und Harrisons Gitarrensolo.

## Veröffentlichungen
- Am 26. September 1969 wurde das Lied auf dem Album Abbey Road und am 31. Oktober 1969 als Single (zusammen mit Come Together als Doppel-A-Seite) veröffentlicht. Es handelt sich um die einzige Single der Beatles, auf deren A-Seite sich eine Komposition von George Harrison befindet. In Großbritannien erreichte die Single Platz 4 der Single-Hitparade, in den USA – wo beide Seiten getrennt gezählt wurden – Platz 3 (Something) beziehungsweise Platz 1 (Come Together).
- In den darauffolgenden Jahren wurde Something für die Beatles-Kompilationsalben 1967–1970 (1973) und 1 (2000) verwendet.
- Im Oktober 1996 erschien eine schlichte Demoversion vom 25. Februar 1969 von Something auf dem Album Anthology 3 der Anthology-Reihe.
- Eine alternative Abmischung der Originalversion erschien im November 2006 auf dem Album Love. Dort wurde ans Ende des Liedes ein Fragment der Harrison-Komposition Blue Jay Way gemischt, die wiederum mit der Lennon-Komposition Nowhere Man unterlegt wurde.
- Am 6. November 2015 wurde das Album 1 zum zweiten Mal wieder veröffentlicht. Dabei sind bei einigen Liedern, die von Giles Martin und Sam Okell neu abgemischt wurden, deutlich hörbare Unterschiede zu vernehmen. Bei Something wurde die Streicherbegleitung im Stereobild verändert[1][2]
- Am 27. September 2019 erschien die neu abgemischte 50-jährige Jubiläumsausgabe des Albums Abbey Road (Super Deluxe Box), auf dieser befindet sich neben einem Studio-Demo eine bisher unveröffentlichte Version (Take 39) von Something, die allerdings nur die Streicherbegleitung beinhaltet.
- Am 15. Oktober 2021 erschien die Jubiläumsausgabe für das Album Let It Be. Auf den Deluxe-Editionen des Albums wurde eine Probeaufnahme vom Januar 1969 des Liedes auf der dritten LP/CD veröffentlicht.
- Am 10. November 2023 wurde das Kompilationsalbum 1967–1970 erneut wiederveröffentlicht. Auf diesem befindet sich Something in der von Giles Martin und Sam Okell 2019 neu abgemischten Version.

## Coverversionen (Auswahl)
Mit mehr als 550 Coverversionen ist Something die erfolgreichste Komposition von George Harrison. Seiner Meinung nach stammt die gelungenste Coverversion von James Brown. Weitere Coverversionen gibt es von Elvis Presley, Frank Sinatra, The O’Jays, Ray Charles, Karel Gott und anderen. Insbesondere Sinatras Version wurde bekannt, da er es auf nahezu allen seinen Konzerten spielte. Jedoch war sich Sinatra anfangs der Autorenschaft des Liedes nicht bewusst, da er Something wiederholt die beste Lennon/McCartney-Komposition nannte.
Prince veröffentlichte zwar keine Coverversion, bezeichnete aber Something als einen von 55 Songs, die ihn musikalisch inspiriert haben.

## Musikvideo
Das Musikvideo für Something wurde Ende Oktober 1969 gedreht, einen Monat, nachdem John Lennon angekündigt hatte, dass er die Band verlassen würde. Infolgedessen bestand der Film aus vier separaten Clips, die zusammengeschnitten wurden und die die Beatles zeigen, wie sie mit ihren jeweiligen Frauen auf den Grundstücken ihrer Häuser spazieren, wobei Ringo Starr und seine Ehefrau auch mit Motorrädern fahren und Paul und Linda McCartney mit ihrem Hund spielen. Die vier Segmente wurden von Neil Aspinall geschnitten und zu einem einzigen Filmclip zusammengestellt.

## Kommerzieller Erfolg

### Chartplatzierungen
| ChartsChartplatzierungen       | Höchstplatzierung | Wochen/ Monate |
| ------------------------------ | ----------------- | -------------- |
| Österreich (Ö3)                | 11 (3 Mt.)        | 3 Mt.          |
| Vereinigte Staaten (Billboard) | 3 (6 Wo.)         | 6 Wo.          |
| Vereinigtes Königreich (OCC)   | 4 (13 Wo.)        | 13 Wo.         |

| ChartsJahrescharts (1969)      | Platzierung |
| ------------------------------ | ----------- |
| Vereinigte Staaten (Billboard) | 83          |

### Auszeichnungen für Musikverkäufe
| Land/Region                  | Auszeichnungen für Musikverkäufe (Land/Region, Auszeichnung, Verkäufe) | Verkäufe  |
| ---------------------------- | ---------------------------------------------------------------------- | --------- |
| Neuseeland (RMNZ)            | Gold                                                                   | 15.000    |
| Spanien (Promusicae)         | Gold                                                                   | 30.000    |
| Vereinigte Staaten (RIAA)    | 2× Platin                                                              | 2.000.000 |
| Vereinigtes Königreich (BPI) | Platin                                                                 | 600.000   |
| Insgesamt                    | 2× Gold · 3× Platin ·                                                  | 2.645.000 |

Hauptartikel: The Beatles/Auszeichnungen für Musikverkäufe